# Dino Sefir
Dino Sefir Kemal (Amhaars: ሰፈር ዲኖ; Shewa, 28 mei 1988) is een Ethiopische langeafstandsloper, die is gespecialiseerd in de marathon. Met een persoonlijk record van 2:04.50 in deze discipline behoort hij tot de snelste marathonlopers ter wereld.

## Biografie
In augustus 2007 nam Sefir deel aan de Afrikaanse jeugdkampioenschappen in Ouagadougou. Hij kwam uit op de 5000 m en won een bronzen medaille. Later dat jaar, in november, werd hij achtste bij de Great Ethiopian Run.
Sinds 2010 komt Sefir uit op de marathon. Hij begon in deze discipline dat jaar met een achtste plek bij de marathon van Castellon in 2:20.36. Een jaar later werd hij derde bij de marathon van Ottawa.
In 2012 verbeterde hij zijn persoonlijk record zelfs tot 2:04.50. Hij werd hiermee tweede in de marathon van Dubai. Alleen zijn landgenoot Ayele Abshiro was sneller en won de wedstrijd in 2:04.23. Hij plaatste zich voor de Olympische Spelen van Londen. Hier kwam hij ook uit op de klassieke afstand, maar de Spelen werden een deceptie. Nog voor de finish moest hij de strijd staken.
Op 13 maart 2016 won Sefir de marathon van Barcelona in 2:09.03.
Dino Sefir is aangesloten bij de Federal Police in Kenia.

## Persoonlijke records
Baan
| Onderdeel | Prestatie | Datum             | Plaats               |
| --------- | --------- | ----------------- | -------------------- |
| 3000 m    | 7.44,37   | 5 juli 2009       | Sotteville-lès-Rouen |
| 5000 m    | 13.11,69  | 12 juni 2008      | Ostrava              |
| 10.000 m  | 28.23,40  | 12 september 2011 | Maputo               |

Weg
| Onderdeel      | Prestatie | Datum            | Plaats          |
| -------------- | --------- | ---------------- | --------------- |
| 15 km          | 43.03     | 27 november 2011 | New Delhi       |
| 20 km          | 57.31     | 27 november 2011 | New Delhi       |
| halve marathon | 59.42     | 3 april 2011     | Vitry-sur-Seine |
| marathon       | 2:04.50   | 27 januari 2012  | Dubai           |

## Palmares

### 3000 m
- 2009:  Meeting National Hérouville - 7.54,95

### 5000 m
- 2009:  Reunion Internacional Ciudad de Malaga - 13.15,81

### 10.000 m
- 2011: 4e Afrikaanse Spelen in Maputo - 28.23,40

### 10 km
- 2009: 5e Sunfeast World in Bangalore - 28.39

### 15 km
- 2011:  Puy-en-Velay - 43.57

### halve marathon
- 2011:  halve marathon van Vitry-sur-Seine - 59.42
- 2013:  halve marathon van Nice - 1:00.30

### marathon
- 2010: 8e marathon van Castellon - 2:20.36
- 2011:  marathon van Ottawa - 2:10.32,4
- 2012:  marathon van Dubai - 2:04.50
- 2012: DNF OS
- 2013: 8e marathon van Tokio - 2:09.13
- 2013: 7e marathon van Frankfurt - 2:09.22
- 2014:  marathon van Lima - 2:14.01
- 2016:  marathon van Barcelona - 2:09.31
- 2016:  marathon van Ottawa - 2:08.14
- 2017: 8e Boston Marathon - 2:14.26

### veldlopen
- 2009: 15e WK in Amman - 35.49
- 2011: 12e WK in Punta Umbria - 34.35 (3e team)